# آلتو د کولوان
آلتو د کولوان (انگلیسی: Alto de Coloane) بلندترین نقطه ماکائو است. این کوه ۱۷۲٫۴ متری (۵۶۶ فوت) در جزیره کولوان واقع شده‌است.